# Collegio uninominale Trentino-Alto Adige - 06 (Senato della Repubblica 2020)
Il collegio elettorale uninominale Trentino-Alto Adige - 06, dal 2017 al 2020 indicato come Trentino-Alto Adige - 03, è un collegio elettorale uninominale della Repubblica Italiana per l'elezione del Senato.

## Territorio
Come previsto dalla legge elettorale italiana del 2017, il collegio è stato definito tramite decreto legislativo all'interno della circoscrizione Trentino-Alto Adige.
È formato dal territorio di 54 comuni della provincia autonoma di Bolzano: Badia, Barbiano, Braies, Brennero, Bressanone, Brunico, Campo di Trens, Campo Tures, Castelrotto, Chienes, Chiusa, Corvara in Badia, Dobbiaco, Falzes, Fiè allo Sciliar, Fortezza, Funes, Gais, La Valle, Laion, Luson, Marebbe, Monguelfo-Tesido, Naz-Sciaves, Nova Levante, Nova Ponente, Ortisei, Perca, Ponte Gardena, Predoi, Racines, Rasun-Anterselva, Renon, Rio di Pusteria, Rodengo, San Candido, San Lorenzo di Sebato, San Martino in Badia, Santa Cristina Valgardena, Selva dei Molini, Selva di Val Gardena, Sesto, Terento, Tires, Val di Vizze, Valdaora, Valle Aurina, Valle di Casies, Vandoies, Varna, Velturno, Villabassa, Villandro e Vipiteno.
Il collegio è stato parte dal 2017 al 2020 del collegio plurinominale Trentino-Alto Adige - 01. Dal 2020 tutti i senatori del Trentino-Alto Adige sono eletti in collegi uninominali e pertanto non esistono più collegi plurinominali in questa regione.

## Eletti
| Elezione | Elezione | Senatore            | Partito                |
| -------- | -------- | ------------------- | ---------------------- |
|          | 2018     | Meinhard Durnwalder | Südtiroler Volkspartei |
| 2022     |          | Meinhard Durnwalder | Südtiroler Volkspartei |

## Dati elettorali

### XVIII legislatura
Come previsto dalla legge elettorale, 116 senatori sono eletti con sistema a maggioranza relativa in altrettanti collegi uninominali a turno unico.
| Candidati              | Candidati                     | Voti    | %     | Liste                    | Voti   | %     |
| ---------------------- | ----------------------------- | ------- | ----- | ------------------------ | ------ | ----- |
|                        | Meinhard Durnwalder ✔️ Eletto | 51 670  | 66,54 | Südtiroler Volkspartei   | 51 670 | 66,54 |
|                        | Maria Cristina Toss           | 8 542   | 11,00 | Lega                     | 5 171  | 6,66  |
| Forza Italia           | Maria Cristina Toss           | 8 542   | 11,00 | 2 611                    | 3,36   |       |
| Fratelli d'Italia      | Maria Cristina Toss           | 8 542   | 11,00 | 624                      | 0,80   |       |
| Noi con l'Italia - UDC | Maria Cristina Toss           | 8 542   | 11,00 | 136                      | 0,18   |       |
|                        | Giuseppe Pedevilla            | 7 243   | 9,33  | Movimento 5 Stelle       | 7 243  | 9,33  |
|                        | Renate Prader                 | 5 370   | 6,92  | Partito Democratico      | 4 316  | 5,56  |
| +Europa                | Renate Prader                 | 5 370   | 6,92  | 524                      | 0,67   |       |
| Italia Europa Insieme  | Renate Prader                 | 5 370   | 6,92  | 391                      | 0,50   |       |
| Civica Popolare        | Renate Prader                 | 5 370   | 6,92  | 139                      | 0,18   |       |
|                        | Cornelia Brugger              | 3 443   | 4,43  | Liberi e Uguali          | 3 443  | 4,43  |
|                        | Ermiliana Orlandi             | 676     | 0,87  | Il Popolo della Famiglia | 676    | 0,87  |
|                        | Massimo Trigolo               | 445     | 0,57  | CasaPound                | 445    | 0,57  |
|                        | Anna Maria Tulipano           | 260     | 0,33  | Potere al Popolo!        | 260    | 0,33  |
| Totale                 | Totale                        | 77 649  | 100   |                          | 77 649 | 100   |
|                        |                               |         |       |                          |        |       |
| Voti non validi        | Voti non validi               | 8 900   | 10,28 |                          |        |       |
| Votanti                | Votanti                       | 86 549  | 68,39 |                          |        |       |
| Elettori               | Elettori                      | 126 556 |       |                          |        |       |

### XIX legislatura
Come previsto dalla legge elettorale, 74 senatori sono eletti con sistema a maggioranza relativa in altrettanti collegi uninominali a turno unico.
| Candidati       | Candidati                     | Voti    | %     | Liste                                                                      | Voti   | %     |
| --------------- | ----------------------------- | ------- | ----- | -------------------------------------------------------------------------- | ------ | ----- |
|                 | Meinhard Durnwalder ✔️ Eletto | 39 024  | 46,11 | Südtiroler Volkspartei – PATT                                              | 39 024 | 46,11 |
|                 | Hans Heiss                    | 13 187  | 15,58 | Alleanza Verdi e Sinistra                                                  | 13 187 | 15,58 |
|                 | Ulli Mair                     | 7 527   | 8,89  | Die Freiheitlichen                                                         | 7 527  | 8,89  |
|                 | Andrea Causin                 | 5 899   | 6,97  | Lega per Salvini Premier – Fratelli d'Italia – Forza Italia – Noi moderati | 5 899  | 6,97  |
|                 | Monika Senfter                | 5 651   | 6,68  | Team K                                                                     | 5 651  | 6,68  |
|                 | Renate Prader                 | 5 190   | 6,13  | Partito Democratico-IDP                                                    | 5 190  | 6,13  |
|                 | Rudolf Schopf                 | 5 072   | 5,99  | Vita                                                                       | 5 072  | 5,99  |
|                 | Markus Falk                   | 1 946   | 2,30  | Movimento 5 Stelle                                                         | 1 946  | 2,30  |
|                 | Massimo Rapi                  | 1 136   | 1,34  | Azione - Italia Viva - Calenda                                             | 1 136  | 1,34  |
| Totale          | Totale                        | 84 632  | 100   |                                                                            | 84 632 | 100   |
|                 |                               |         |       |                                                                            |        |       |
| Voti non validi | Voti non validi               | 4 438   | 4,98  |                                                                            |        |       |
| Votanti         | Votanti                       | 89 070  | 61,54 |                                                                            |        |       |
| Elettori        | Elettori                      | 144 729 |       |                                                                            |        |       |